# 相生学院高等学校
相生学院高等学校（あいおいがくいんこうとうがっこう）は兵庫県相生市野瀬に所在する私立高等学校。

## 沿革
富士通に勤務していた森和明は、1979年に独立し故郷・加古川市で富士コンピュータ販売（現・富士コンピュータ）を創業する。社業が軌道に乗ると、今度は技術者の自社養成を主な目的として、1999年に加古川市で職業訓練校「情報技術学院」を設立した。その後、森は「IT関連の世界では、学歴は関係なく、中学卒業だけでも、早くからどんどん能力を伸ばして活躍できるのです。しかし、今の日本ではやはり高校を卒業していたほうが何かと有利な現実があります」として、通信制高校の設立を模索する。当初は学校法人の設立を目指すも、兵庫県立の通信制高校が軒並み定員割れしている等の事情から認可が下りず、教育特区制度の利用に転じる。
- 2007年
  - 3月31日 - 相生市立相生中学校が相生市立那波中学校へ統合されたため、旧相生中学校校舎が不要になる。
  - 5月30日 - 相生市が内閣府に「海と森と人が輝く相生市教育特区」の申請を行う。
  - 7月4日 - 相生市が内閣府から「海と森と人が輝く相生市教育特区」として認定を受ける。
  - 8月20日 - 富士コンピュータ販売株式会社が高等学校設置認可申請書を相生市に提出。
  - 11月16日 - 相生市が学校設置認可。
- 2008年
  - 3月1日 - 相生学院高等学校開校式。富士コンピュータ販売代表取締役社長である森が理事長に就任。開校式で森は「勉学面では進学校のトップ・灘校、スポーツ面では野球の名門・PL学園を目標にしたい」[2]と抱負を語った。
  - 4月7日 - 第1回入学式。同時に加古川校、神戸校、姫路校が開校。
- 2013年 - 元外務省職員、牧師の金子道仁（2022年から日本維新の会参議院議員）が校長に就任。
- 2018年4月1日 - 森の長男・森孔明が校長に就任。

## キャンパス
- 本校舎 - 相生市（前述の経緯から、旧相生市立相生中学校校舎を使用）

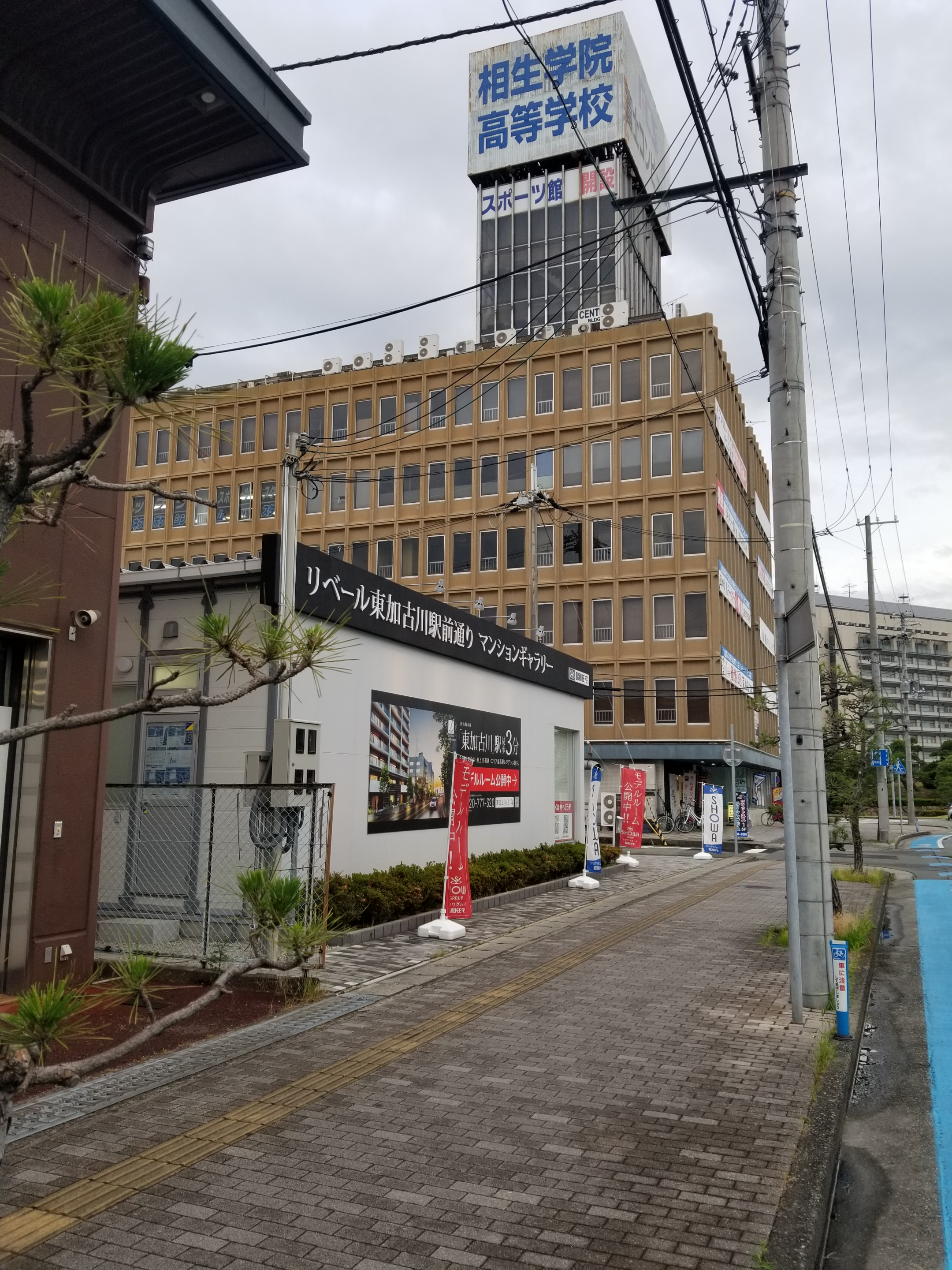
相生学院高校加古川校

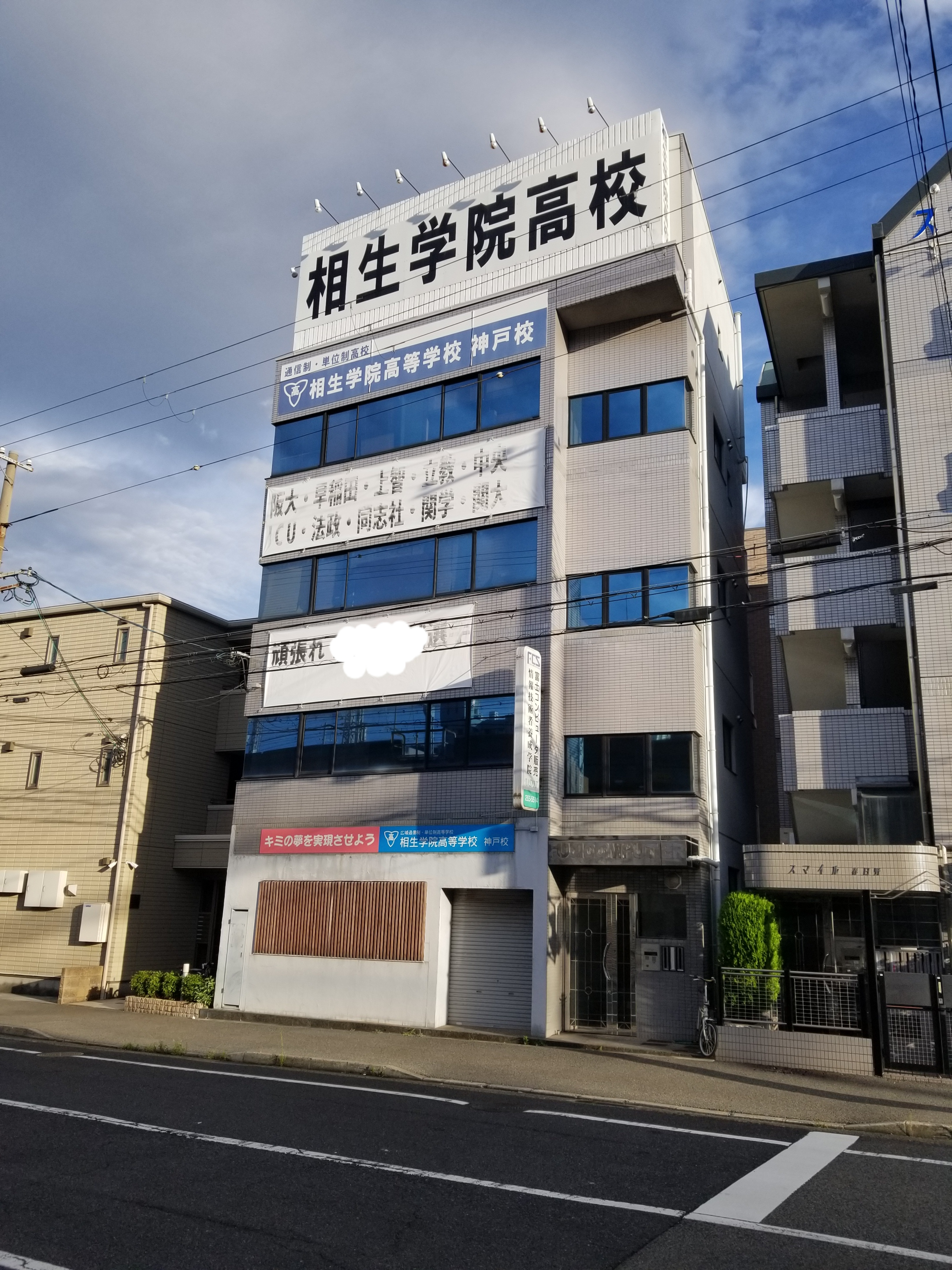
相生学院高校神戸校

- 校舎 - 加古川市（富士コンピュータ株式会社教育事業部と併設）、姫路市、神戸市中央区、明石市、東京都渋谷区（以上、富士コンピュータ株式会社支社と併設）、宍粟市（旧宍粟市立土万小学校校舎を転用）、多可町（旧アスピア学園校舎を転用）、尾道市（師友塾高等学校を事実上継承）、淡路市（神村学園淡路校を事実上継承）、三田市ほか各地にサポート校がある。

## 校歌
- 作詞 - 森和明（本校理事長）
- 作曲 - 田代恭也（森の高校時代の同級生[3]）

## コース
多彩なコースで生徒それぞれの進路に合わせた課程を用意している。なお、いずれのコースを選択しても、卒業要件として相生本校舎における年10日程度のスクーリング及び単位認定試験の受講が必要である。またコースによっては所属校が事実上限定される。
通信コース
自宅学習にてレポート課題・放送視聴を中心に、スクーリングと単位認定のテストを受けて単位を取得していく。
進学コース
進学に向けての学力を身につけ、難関大学合格を目標とする。
スポーツコース
通信制の長所を最大限にいかした特別カリキュラム（午前中に各科目の授業、午後はコーチによる各種目の練習）で、野球・テニス・ボクシング等各種目で全国大会を目指す。将来のプロ選手を育てるために、有名テニスクラブやボクシングジムの専属コーチによる本格的な指導を行う。種目によっては寮生活もある。
情報処理コース
高校を卒業すると同時に将来役立つOAの知識や技術を見につけることを目指す。経営元である富士コンピュータ株式会社が運営するシステムエンジニア・プログラマ養成学校である情報技術学院から特別講師を招き、基本情報処理・システムアドミニストレーター・Microsoft Office Specialist対策などの講座を受けることが出来る。希望者には実務に向けた、Java言語、C言語習得講座もあり。
調理師コース
通信制の高校学習を行いながら、提携先専門学校にて調理師免許取得に向けた学習（ダブルスクール）を行い、高校在学中で調理師免許取得を目指す。原則として姫路校のみで実施。
観光留学コース
通信制の高校学習を行いながら、提携校のカナダ・バンクーバー高等学院への留学を斡旋。他に、ニュージーランド国立ワイカト大学付属英語学校やカナダ州立ヨーク大学付属英語学校にも留学生を送り出している。また、ネイティブ講師による英語の授業も行う。
個別対応コース
少人数制で、生徒それぞれの学習状況に応じて、個別の進度に合わせて授業を行う。主要教科レポートの合格に向けて、個別に指導・サポートを受けることができる。
建築コース
通信制の高校学習を行いながら、提携先建築会社にて建設現場の仕事を体験する。
英語特進コース
午前中は通信制の高校学習を行い、午後は少人数制で英語の特別授業を行う。中途入学不可で、加古川校のみで実施。
ネイリストコース
通信制の高校学習を行いながら、提携先ネイルスクールで技術を磨く。
通学特習キャリアコース
各種検定試験合格と資格取得に挑戦し、将来の独立開業を目指す。
化学分析キャリアコース
中学校までの理科を基礎に、実験・座学と共に実際の職場での仕事を通じて、社会人としての態度や化学分析という職場環境での即戦力を身に付ける。加西校で実施。
スタイリストコース
通信制の高校学習を行いながら、提携先養成校で技術習得・現場経験を目指す。
ホームスクールコース
自宅で学習しながら、週1回教師が自宅に赴く。東京校・神戸校で実施。
IT・ドローンコース
ドローンについて正しい知識と技術、法令と安全、飛行空撮技術やマナー、画像編集などを学ぶ。
サポートコース
各生徒の教育的ニーズに合わせ、週1~4回登校し多様な体験を行う。

## 部活動
テニス部
加古川校で活動。2008年の本校創立と同時に創部。2011年3月25日の第33回全国選抜高校テニス大会で初優勝。これまでに全国選抜大会、全国高等学校対抗テニス大会（インターハイ）、国民体育大会の高校テニス三大大会すべてで優勝の経験を有する。
野球部
多可校で活動。2013年創部。甲子園出場に向けて練習を重ねる。2016年度は元北照高等学校監督の河上敬也を監督に迎えていた。
駅伝部
加古川校で活動。2019年創部。元兵庫県立西脇工業高等学校陸上競技部監督の渡辺公二を顧問に迎えた。
テコンドー部
加古川校で活動。2019年創部。元日本代表の舘和男を監督に迎え本格的にオリンピック選手育成に力を注ぐ。
ボクシング部
加古川校で活動。2009年創部。全国高校選抜、全国高校総体、国体の三大大会で優勝の経験を有する。
サッカー部
淡路島教育センターで活動。全国高校サッカー選手権大会優勝を目指す。2021年にジェリー・ペイトンを監督に迎えた。
陸上競技部
明石校で活動。2011年創部。各大会で上位入賞を目指す。
ゴルフ部
2017年の世界ジュニアゴルフ選手権で、当時3年生の大林奈央が優勝した。

## 著名な出身者
- 小林豪己 - プロボクサー
- 斉藤貴史 - テニス選手
- 福井悠人 - サッカー選手
- 日髙光揮 - サッカー選手
- 山中菫 - プロボクサー